# Roti (Imbiss)

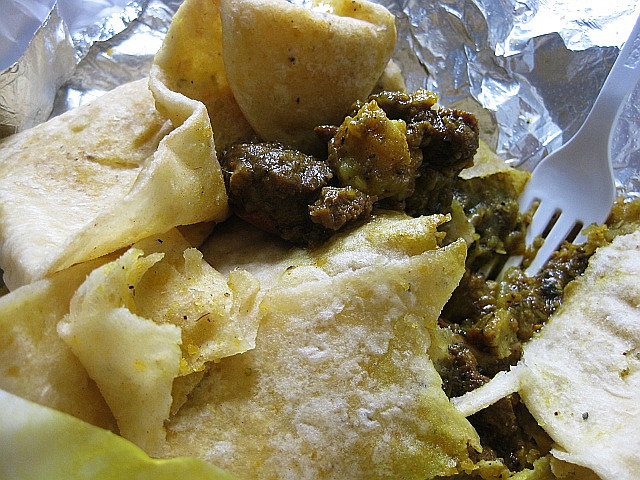
Roti mit Ziegenfleisch und Kartoffeln

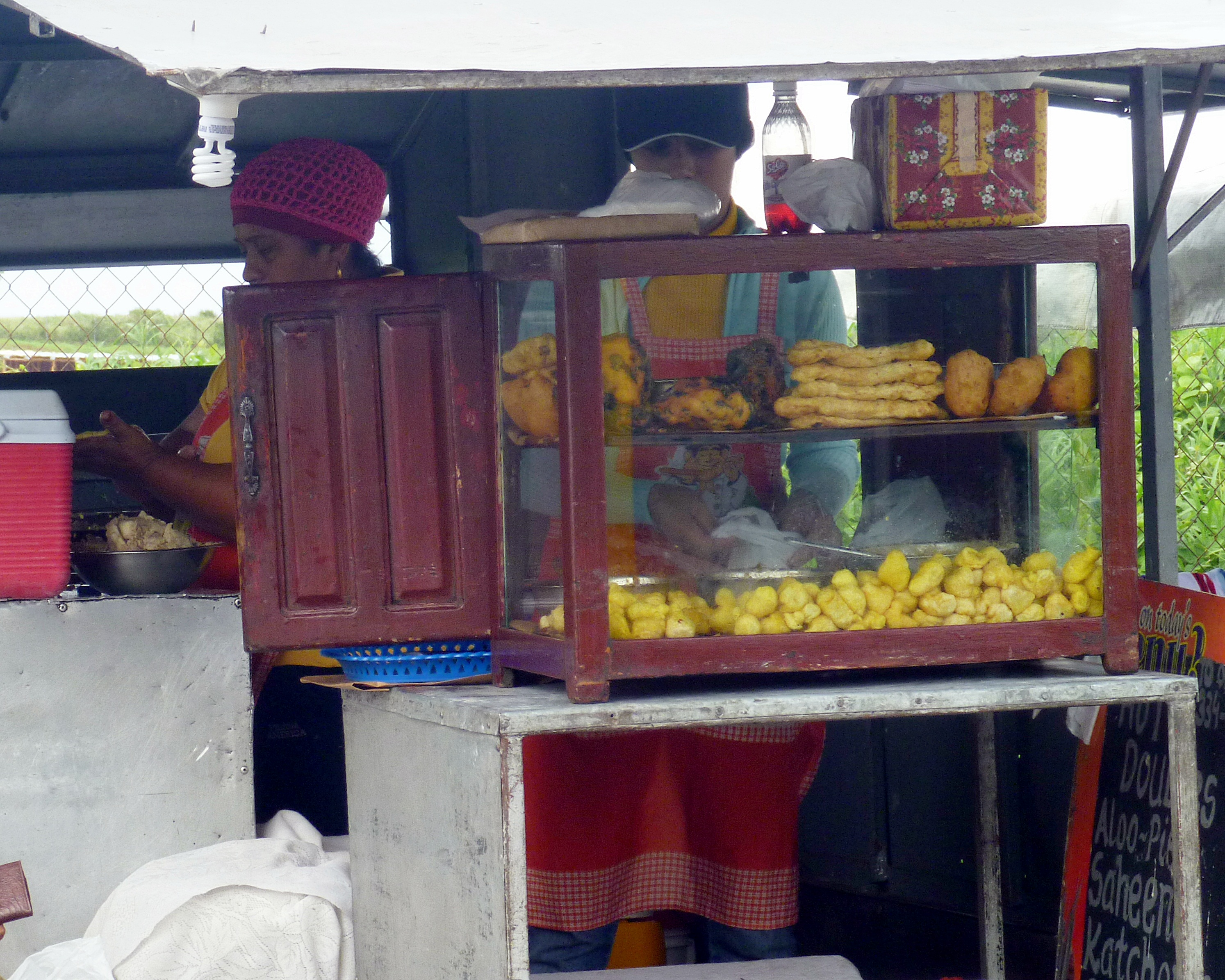
Straßenstand auf Trinidad

Ein Roti ist ein Imbissgericht der trinidadischen Küche. Es besteht aus einem eingedickten Curry, das in ein dünnes Fladenbrot eingeschlagen wird.

## Herkunft, Zubereitung und Verbreitung
Das Roti ist benannt nach dem gleichnamigen, ungesäuerten Fladenbrot, das in Nordindien und Pakistan Hauptnahrungsmittel ist. Fast 40 Prozent der Einwohner Trinidads sind indischstämmig. In Trinidad wird allerdings durchgehend gesäuerter Teig verwendet. Das dünne Fladenbrot wird auf einer der Crêpière ähnlichen, beheizten Platte oder in einer sehr flachen, tawa genannten Pfanne gebacken. Basis des Gerichts ist ein Curry aus Fleisch und Kartoffeln. Als Fleischquelle wird hauptsächlich Huhn genutzt, in größeren Imbissbuden kommen auch Rind und Ziege sowie gelegentlich Ente, Muscheln oder Garnelen zum Einsatz. Oft enthält das Fleisch noch Knochen, die vom Esser beseitigt werden müssen. Das Curry wird in ein Roti-Fladenbrot eingeschlagen und anschließend in Papier gewickelt. Um die Unterscheidung der Begriffe für das Imbissgericht einerseits und das Fladenbrot andererseits zu vereinfachen, werden die Fladenbrote oft als „roti skins“ bezeichnet. Eine alternative Darreichungsform ist das „Buss up shut“-Roti, bei dem das Curry nicht in Brot eingeschlagen, sondern mit kleingerissenen Brotfetzen als Beilage serviert wird. Der Name ist eine Abwandlung von „burst up shirt“, weil die Brotstücke an Kleidungsfetzen erinnern. Das Roti wurde nach herrschender Meinung Mitte der 1940er-Jahre in San Fernando auf Trinidad von Sackina Karamath „erfunden“, die dort auch den ersten Roti-Shop eröffnete. Von San Fernando aus verbreitete sich das Roti über große Teil der Karibik. In Barbados ist es beispielsweise Bestandteil des Angebots der größten nationmalen Fast-Food-Kette Chefette. Es ist heute auch außerhalb in einigen Städten mit nennenswerter Anzahl ausgewanderter Karibikbewohner (London sowie mehrere Großstädte in den USA und Kanada) erhältlich. Der Verkauf erfolgt meist in Roti-Shops; in Städten sind dies Schnellrestaurants oder Imbissbuden, die auch anderes Fast Food im Angebot haben, auf dem Land hingegen häufig nur einfache Garküchen am Straßenrand. Roti-Shops haben auf Trinidad eine sehr hohe Verbreitung, sie sind „so häufig anzutreffen wie McDonald’s in den Vereinigten Staaten“.